# Feuerthalen
Feuerthalen é uma comuna da Suíça, no Cantão Zurique, com cerca de 3.208 habitantes. Estende-se por uma área de 2,49 km², de densidade populacional de 1.288 hab/km². Confina com as seguintes comunas: Büsingen am Hochrhein (DE-BW), Flurlingen, Laufen-Uhwiesen, Schlatt (TG), Sciaffusa (Schaffhausen) (SH).
A língua oficial nesta comuna é o Alemão.